# Pete Rugolo
Pietro 'Pete' Rugolo (San Piero Patti, 25 december 1915 – Los Angeles, 16 oktober 2011) was een Amerikaanse jazzcomponist, -arrangeur en producent.

## Biografie
Rugolo werd geboren in San Piero Patti op Sicilië. Zijn familie emigreerde in 1920 naar de Verenigde Staten en vestigde zich in Santa Rosa (Californië). Hij begon zijn carrière in de muziek met het spelen van de baritonhoorn, net als zijn vader, maar hij wisselde al snel naar andere instrumenten, met name de Franse hoorn en de piano. Hij behaalde een bachelordiploma aan het San Francisco State College, studeerde vervolgens compositie bij Darius Milhaud aan het Mills College in Oakland (Californië) en behaalde zijn masterdiploma. Na zijn afstuderen werd hij aangenomen als arrangeur en componist door gitarist en bandleider Johnny Richards. Hij bracht de Tweede Wereldoorlog door met spelen met altist Paul Desmond in een legerband. Na de oorlog werkte Rugolo voor Stan Kenton. Hij en songwriter Joe Greene werkten samen aan nummers, die de band van Kenton tot een van de meest populaire van Amerika maakten.
Terwijl Rugolo in de jaren 1950 af en toe met Kenton bleef samenwerken, besteedde hij meer tijd aan het maken van arrangementen voor pop- en jazzvocalisten, vooral met de voormalige Kenton-zangeres June Christy op albums als Something Cool, The Misty Miss Christy, Fair en Warmer!, Gone for the Day en The Song Is June!. Gedurende deze periode werkte hij aan filmmusicals bij Metro-Goldwyn-Mayer en aan het eind van de jaren 1950 was hij A&R-regisseur voor Mercury Records. Onder zijn albums waren Adventures in Rhythm, Introducing Pete Rugolo, Rugolomania, An Adventure in Sound: Reeds in Hi-Fi en Music for Hi-Fi Bugs. Rugolo's arrangementen voor het album The Four Freshmen and Five Trombones brachten de groep erkenning in jazzkringen. Het was hun bestverkochte album.

## Televisie- en filmscores
Tijdens de jaren 1960 en 1970 deed Rugolo veel werk voor de televisie en droeg hij muziek bij aan een aantal populaire series, waaronder Leave It to Beaver, Thriller, The Thin Man, Checkmate, The Fugitive, Run for Your Life, Felony Squad, The Bold Ones: The Lawyers, Alias Smith and Jones en Family. Hij leverde soundtracks voor een aantal tv-films en een paar theatrale films, zoals Jack the Ripper (1959), The Sweet Ride (1968), Underground Aces (1981) en Chu Chu and the Philly Flash (1981). In 1962 bracht hij het album TV's Top Themes uit met thema's uit populaire televisieseries, met zijn compositie voor de CBS-sitcom Ichabod and Me uit 1961. Rugolo's kleine combo jazzmuziek kwam voor in een aantal nummers in de populaire film Where the Boys Are (1960) onder het mom van Frank Gorshins Dialectic Jazz Band.

## Overlijden
Pete Rugolo overleed in oktober 2011 op 95-jarige leeftijd.

## Discografie
- 1954: Introducing Pete Rugolo (Columbia)
- 1955: Adventures in Rhythm (Columbia)
- 1955: Rugolomania (Columbia)
- 1956: Music for Hi-Fi Bugs (EmArcy)
- 1956: Out on a Limb (EmArcy)
- 1957: New Sounds by Pete Rugolo (Harmony)
- 1958: An Adventure in Sound: Reeds in Hi-Fi (Mercury)
- 1958: An Adventure in Sound: Brass in Hi-Fi (Mercury)
- 1958: Percussion at Work (Mercury)
- 1958: Rugolo Plays Kenton (EmArcy)
- 1959: The Music from Richard Diamond (EmArcy)
- 1960: Behind Brigitte Bardot (Warner Bros.)
- 1960: 10 Trombones Like 2 Pianos (Mercury)
- 1961: The Original Music of Thriller (Time)
- 1961: Ten Trumpets and 2 Guitars (Mercury)
- 1961: 10 Saxophones and 2 Basses (Mercury)
- 1962: TV's Top Themes (Mercury)

### Als dirigent/arrangeur
Met Nat King Cole
- 1949: Lush Life (Capitol)
- 1949: The Nat King Cole Trio Vol. 4 (Capitol)
- 1950: Frosty the Snowman (Capitol)
- 1948–1953: 10th Anniversary Album (Capitol)
- 1961: The Nat King Cole Story (Capitol)

Met June Christy
- 1955: Something Cool (Capitol)
- 1956: The Misty Miss Christy (Capitol)
- 1957: Fair and Warmer! (Capitol)
- 1957: Gone for the Day (Capitol)
- 1958: This Is June Christy! (Capitol)
- 1958: The Song Is June! (Capitol)
- 1959: Recalls Those Kenton Days (Capitol)
- 1960: Off-Beat (Capitol)
- 1961: This Time of Year (Capitol)

Met Robert Clary
- 1958: Gigi (Mercury)

Met Buddy Collette
- 1958: Buddy Collette's Swinging Shepherds (EmArcy)
- 1959: At the Cinema! (Mercury)

Met The Diamonds
- 1958: The Diamonds Meet Pete Rugolo (Mercury)

Met Vernon Duke
- 1957: Time Remembered (Mercury)

Met Billy Eckstein
- 1958: Billy Eckstine's Imagination (EmArcy)

Met The Four Freshmen
- 1955: Four Freshmen and 5 Trombones (Capitol)
- 1957: Four Freshmen and Five Saxes (Capitol)
- 1957: Voices in Latin (Capitol)
- 1960: Voices and Brass (Capitol)
- 1964: More 4 Freshmen and 5 Trombones (Capitol)

Met Paul Horn
- 1957: House of Horn (Dot)

Met Stan Kenton
- 1943-47 [1950]: Stan Kenton's Milestones (Capitol)
- 1944-47 [1952]: Stan Kenton Classics (Capitol)
- 1946: Artistry in Rhythm (Capitol)
- 1947: Encores (Capitol)
- 1947: A Presentation of Progressive Jazz (Capitol)
- 1953: Popular Favorites by Stan Kenton (Capitol)
- 1956: Kenton in Hi-Fi (Capitol)
- 1958: Lush Interlude (Capitol)
- 1963: Artistry in Voices and Brass (Capitol)

Met Ruth Olay
- 1959: Olay! The New Sound of Ruth Olay (Mercury)

Met Patti Page
- 1956: In the Land of Hi-Fi (Mercury)
- 1957: The East Side (Mercury)
- 1959: The West Side (Mercury)

### Film en televisie scores
- 1951: The Strip
- 1954: The Stranger
- 1958-1959: The Thin Man
- 1959: Jack the Ripper
- 1959: Richard Diamond, Private Detective
- 1960: Private Property
- 1960: Where the Boys Are
- 1960-1961: Thriller
- 1961: My Three Sons
- 1961: General Electric Theater
- 1961: Ichabod and Me
- 1961: The Investigators
- 1961-1962: Checkmate
- 1962: The Untouchables
- 1962: 87th Precinct
- 1962-1963: Leave It to Beaver
- 1962-1963: The Alfred Hitchcock Hour
- 1963: Arrest and Trial
- 1963: The Virginian
- 1963: The Richard Boone Show
- 1963-1967: The Fugitive
- 1964: A French Honeymoon
- 1964-1965: Many Happy Returns
- 1964-1965: Kraft Suspense Theatre
- 1965: Two's Company
- 1965-1968: Run for Your Life
- 1966: Blue Light
- 1966: Horatio Alger Jones
- 1966-1969: Felony Squad
- 1967: Off to See the Wizard
- 1967: Vacation Playhouse
- 1968: Lost in Space
- 1968: The Sweet Ride
- 1968: The Outsider
- 1968: The Sound of Anger
- 1969: The Whole World Is Watching
- 1969: The Lonely Profession
- 1969-1972: The Bold Ones: The Lawyers
- 1970: The Young Country
- 1970: The Challengers
- 1970: Don Knotts' Nice Clean, Decent, Wholesome Hour
- 1971-1972: Alias Smith and Jones
- 1971: How to Steal an Airplane
- 1971: The Death of Me Yet
- 1971: Who Killed the Mysterious Mr. Foster?
- 1971: Do You Take This Stranger?
- 1972: Sanford and Son
- 1972: Hawaii Five-O
- 1972: Cool Million
- 1972, 1974: The Rookies
- 1973: Toma
- 1973: The Letters
- 1973: Set This Town on Fire
- 1973: Letters from Three Lovers
- 1973: Drive Hard, Drive Fast
- 1974: Movin' On
- 1974: Police Woman
- 1974: The Story of Pretty Boy Floyd
- 1974: Death Cruise
- 1975: Death Stalk
- 1975: Last Hours Before Morning
- 1975: The Blue Knight
- 1975: M*A*S*H
- 1975: The Invisible Man
- 1976: Foxtrot
- 1976: The Far Side of Paradise
- 1976: Jigsaw John
- 1976-1979: Family
- 1977: The San Pedro Bums
- 1977: Kingston: Confidential
- 1977: Carter Country
- 1978: The Jordan Chance
- 1979: The Last Convertible
- 1981: Underground Aces
- 1981: Revenge of the Gray Gang
- 1981: Chu Chu and the Philly Flash
- 1981: For Lovers Only
- 1983: O'Malley
- 1983: Fantasy Island
- 1984: Blue Thunder
- 1997: This World, Then the Fireworks

- Bibsys: 6008235
- Biblioteca Nacional de España: XX1567001
- Bibliothèque nationale de France: cb13899270q (data)
- Gemeinsame Normdatei: 134643011
- International Standard Name Identifier: 0000 0000 7980 3164
- Library of Congress Control Number: n91087642
- MusicBrainz: b82bbdd2-35a1-4a50-ab8e-9146bad937ce
- Nationale Bibliotheek van Tsjechië: mzk2015855502
- Nationale bibliotheek van Australië: 35998657
- Nationale Bibliotheek van Israël: 987007603366905171
- Nederlandse Thesaurus van Auteursnamen: 072996153
- SNAC: w62n67vc
- Système universitaire de documentation: 059925302
- Trove: 1178642
- Virtual International Authority File: 100921002
- WorldCat: E39PBJmpf8qbJ34TrtpxJcWFKd